# Amt Ferndorf

Amt Ferndorf im Kreis Siegen

Das Amt Ferndorf war ein Amt im Kreis Siegen in Nordrhein-Westfalen. Es verwaltete bis zum 31. Dezember 1968, vor der kommunalen Neuordnung, ein heute größtenteils zur Stadt Kreuztal gehörendes Gebiet mit zuletzt zehn eigenständigen Gemeinden.

## Geschichte
Bis Anfang des 19. Jahrhunderts gehörte das Verwaltungsgebiet des späteren Amtes Ferndorf zum Fürstentum Siegen. Ferndorf war Sitz eines Gerichtes. Das Amt hatte seinen Ursprung in der Zeit der Zugehörigkeit zum Großherzogtum Berg (1806–1813), als die Verwaltung in dieser Region nach französischem Vorbild neu geregelt wurde und die „Mairie Ferndorf“ im Kanton Netphen des Département Sieg für die Verwaltung der umliegenden Dorfer eingerichtet wurde.
Nach dem Wiener Kongress (1815) kam die nunmehr in Bürgermeisterei umbenannte Mairie zu Preußen und gehörte von 1817 an zum Kreis Siegen im Regierungsbezirk Arnsberg der Provinz Westfalen.
Auf der Grundlage der westfälischen „Landgemeinde-Ordnung“ von 1841 wurde 1843 aus der Bürgermeisterei Ferndorf das Amt Ferndorf gebildet.
1865 beschloss die Amtsvertretung, dass das Amtshaus nicht in Ferndorf, sondern in  der Nähe des Bahnhofs Kreuztal in der Gemeinde Ernsdorf errichtet wurde.
Zum 1. Dezember 1885 hatte das Amt Ferndorf eine Fläche von 69,5 km², auf der 7857 Einwohner lebten.
Die Gemeinde Ernsdorf wurde am 17. März 1928 in Kreuztal umbenannt. Bockenbach und Stendenbach wurden am 1. Dezember 1960 in die Gemeinde Eichen eingegliedert. Durch das Gesetz zur Neugliederung des Landkreises Siegen schied die Gemeinde Buchen am 1. Juli 1966 aus dem Amt Ferndorf aus und wurde Teil der neuen Stadt Hüttental.
Am 31. Dezember 1968 wurde das Amt Ferndorf durch das Zweite Gesetz zur Neugliederung des Landkreises Siegenaufgelöst. Sämtliche Gemeinden wurden Teil der Stadt Kreuztal, lediglich ein Teil des Kredenbacher Ortsteils Lohe kam zur Stadt Hilchenbach.

## Gemeinden

Amtsgliederung

1. Bockenbach (am 1. Dezember 1960 zu Eichen)
2. Buchen (am 1. Juli 1966 zu Hüttental)
3. Burgholdinghausen
4. Buschhütten
5. Krombach
6. Kredenbach
7. Eichen
8. Kreuztal (bis 17. März 1928 Ernsdorf)
9. Fellinghausen
10. Ferndorf
11. Littfeld
12. Osthelden
13. Stendenbach (am 1. Dezember 1960 zu Eichen)

## Wappen
| Wappen des ehemaligen Amtes Ferndorf, Kreis Siegen | Blasonierung: „Von Gold (Gelb) und Blau erhöht geteilt; im oberen Feld hervorbrechend ein goldener (gelber) rotbewehrter, von sieben Schindeln begleiteter Löwe, im unteren ein blaues liegendes Hifthorn.“ |
| Wappen des ehemaligen Amtes Ferndorf, Kreis Siegen | Wappenbegründung: Das Wappen wurde am 17. August 1937 vom Oberpräsidenten der Provinz Westfalen genehmigt. Der nassauische Löwe umgeben von Schindeln sowie die Farben Blau und Gold entstammen dem Wappen des Hauses Nassau, frühere Landesherren über das Amtsgebiet. Das Hifthorn entstammt Siegeln der Gemeinden Ferndorf und Krombach aus dem Jahre 1470. |

## Einwohnerzahlen
Die Einwohnerzahlen des Amtes Ferndorf:
| Gemeinde            | 1818  | 1885  | 1895  | 1905   | 1939   | 1950   | 1967   |
| ------------------- | ----- | ----- | ----- | ------ | ------ | ------ | ------ |
| Bockenbach1         | 0085  | 0135  | 0171  | 0181   | 0207   | 0269   | –      |
| Buchen              | 0037  | 0062  | 0051  | 0059   | 0076   | 0077   | –      |
| Burgholdinghausen   | 0076  | 0221  | 0103  | 0202   | 0074   | 0157   | 0096   |
| Buschhütten         | 0366  | 1.281 | 1.520 | 2.028  | 2.708  | 3.515  | 5.297  |
| Eichen1             | 0172  | 0464  | 0523  | 0596   | 1.601  | 2.310  | 3.811  |
| Fellinghausen       | 0175  | 0493  | 0526  | 0693   | 1.082  | 1.710  | 1.980  |
| Ferndorf            | 0508  | 1.182 | 1.310 | 1.529  | 2.134  | 2.877  | 3.513  |
| Kredenbach          | 0303  | 0588  | 0705  | 0838   | 1.026  | 1.341  | 1.871  |
| Kreuztal / Ernsdorf | 0251  | 1.210 | 1.403 | 1.682  | 3.196  | 4.532  | 5.735  |
| Krombach            | 0434  | 0727  | 0769  | 0921   | 1.067  | 1.454  | 2.023  |
| Littfeld            | 0533  | 1.012 | 0971  | 1.087  | 1.395  | 1.900  | 2.374  |
| Osthelden           | 0158  | 0268  | 0304  | 0332   | 0409   | 0538   | 0609   |
| Stendenbach1        | 0114  | 0215  | 0247  | 0249   | 0277   | 0357   | –      |
| Gesamt              | 3.089 | 7.558 | 8.603 | 10.397 | 15.255 | 21.037 | 27.309 |

1Zum 1. Dezember 1960 wurden Bockenbach und Stendenbach nach Eichen eingemeindet.